# Куличков, Дмитрий Сергеевич
Дмитрий Сергеевич Куличков (род. 3 июня 1979, Саратов, РСФСР, СССР) — российский актёр театра и кино.

## Биография
Дмитрий Куличков родился 3 июня 1979 года. Окончил Театральный факультет Саратовской государственной консерватории имени Собинова (мастерская народного артиста России, профессора Александра Галко) в 2001 году и Школу-студию МХАТ (курс Евгения Каменьковича) в 2004 году.
С 2004 года — артист театра п/р О. Табакова, также сотрудничает с Московским театром юного зрителя (играет в спектакле «Вкус мёда»), Московским художественным театром им. А. П. Чехова.
В кино дебютировал в главной роли в фильме «Шукшинские рассказы» (новелла «Ораторский приём»).
В настоящее время в МХТ им. А. П. Чехова играет в спектакле «Три сестры» А. П. Чехова (Вершинин).
Работал с режиссерами: Ю. Бутусов, Д. Петрунь, М. Карбаускис, А. Марин, С. Женовач, А. Шапиро, В. Петров, М. Брусникина, Т. Судзуки, Н. Скорик, А. Сигалова, К. Богомолов и др.
С 2019 года служит в труппе Театра на Бронной.
В текущем репертуаре: «Бесы Достоевского» Ф. Достоевского (Кириллов), «Бэтмен против Брежнева» С. Денисовой (Дудочкин), «Вишневый сад» (Лопахин), «Таня» (Игнатов).

## Творчество

### Театр
Московский театр-студия п/р Олега Табакова
- 2005 — «Рассказ о семи повешенных» Леонида Андреева. Режиссёр: Миндаугас Карбаускис — Цыганок[4]
- 2006 — ПОХОЖДЕНИЕ, составленное по поэме Н. В. Гоголя «Мёртвые души». Режиссёр: Миндаугас Карбаускис — Ноздрёв[5]
- 2007 — «Рассказ о счастливой Москве» Андрей Платонов. Режиссёр: Миндаугас Карбаускис — Хирург Самбикин[6]

Московский Художественный театр имени А. П. Чехова
- 2004 — «Белая гвардия» М. А. Булгакова. Режиссёр: Сергей Женовач — Студзинский Александр Брониславович[7]
- 2004 — «Вишнёвый сад» А. П. Чехов. Режиссёр: Адольф Шапиро — Петя Трофимов[8]
- 2004 — «Король Лир» Шекспира. Режиссёр: Тадаси Судзуки — Регана[9]
- 2006 — «Живи и помни» Валентина Распутина. Режиссёр: Владимир Петров — Андрей Гуськов[10]
- 2018 — «Три сестры» А. П. Чехов. Режиссер: Константин Богомолов — Вершинин

Гоголь-центр
- 2021 — «Буковски». Режиссёр: Антон Федоров — Буковски

Театр на Бронной
- 2022 — «Вишневый сад» А. П. Чехов. Режиссер: Микита Ильинчик — Лопахин
- 2022 — «Таня» Алексея Арбузова. Режиссер: Константин Богомолов — Игнатов
- 2021 — «Бэтмен против Брежнева». Режиссер: Саша Денисова — Толя Дудочкин, Бэтмен
- 2020 — «Бесы Достоевского». Режиссер: Константин Богомолов — Кириллов

### Фильмография
- 2002 — Шукшинские рассказы (новелла «Ораторский приём») — Коля Скалкин, шофёр
- 2004 — На Верхней Масловке — Семён Крайчук
- 2005 — Белая гвардия — Студзинский Александр Брониславович
- 2005 — Лебединый рай — Виталий «Псих»
- 2006 — Печорин. Герой нашего времени — Дымов
- 2007 — Иное —
- 2007 — Кремень — сержант Чахлов
- 2008 — Счастливого пути —
- 2008 — Москва. Голоса ускользающих истин —
- 2009 — Бубен, барабан — моряк
- 2010 — Брестская крепость — Карелин, лейтенант, лётчик 123-го истребительного авиаполка
- 2011 — Бабло — Василий Хлопко, капитан милиции
- 2010 — Глухарь. Возвращение (эпизоды 39-40) — следователь Дубцов
- 2011 — Инкассаторы — Игорь Стернин (инкассатор)
- 2012 — Искупление — дежурный, капитан
- 2012 — Конвой — сержант
- 2012 — Жить — Игорь
- 2012 — Предчувствие — Артур Григорьевич
- 2012 — Жизнь и судьба — Сошкин, политрук
- 2012 — Три дня лейтенанта Кравцова — Ткаченко, командир батальона
- 2013 — Краплёный — Толик («Артист»)
- 2013 — Майор — Гуторов, отец погибшего ребёнка
- 2013 — Нюхач — полковник Пашутин, командир части
- 2013 — Станица — Павел Бережной
- 2013 — Убить Сталина — Григорий Сапатер, лейтенант госбезопасности, эксперт-криминалист
- 2014 — Дурак — пьяница в общежитии
- 2014 — Чудотворец — Тимофей Баранов
- 2014 — Прощай, любимая! — Алексей Мишкутёнок, эксперт
- 2014 — Московская борзая — Василий
- 2015 — Медсестра — Геннадий, муж пациентки Светланы
- 2015 — Седьмая руна — Артём Алексеев, следователь прокуратуры
- 2015 — Пиковая дама: Чёрный обряд — патологоанатом
- 2015 — Приличные люди — полицейский
- 2015 — Райские кущи — Саяпин
- 2015 — Страна ОЗ — начальник ОВД
- 2016 — Ищейка — Дмитрий Олегович Юрков, подполковник полиции
- 2016 — Анна-детективъ — Лукьян Кузьмич Привалов, купец
- 2016 — Чёрная кошка — «Сява Меченый», уголовник
- 2016 — Дуэлянт — Чичагов, ротмистр
- 2016 — Дама пик — Алексей
- 2017 — Невеста — Тихон, крестьянский мужик
- 2017 — Штрафник — Андрей Шестрюгин
- 2017 — Молодёжка. Взрослая жизнь — Валерий Иванович Поляков, главный тренер хоккейного клуба «Электрон» / второй тренер ХК «Бурые медведи» / главный тренер ХК «Бурые медведи» / главный тренер ХК «Армата»
- 2017 — Доктор Рихтер — Николай Самохин
- 2017 — Конверт — Андрей Будник, лейтенант в дежурной части РУВД, коллега Марины Озёриной
- 2018 — Селфи — Никита, друг Вики
- 2018 — Город-зад —
- 2018 — Кровавая барыня — Степан, поп
- 2018 — Пилигрим — оперативник
- 2018 — Рубеж — майор Орлов
- 2018 — Частица вселенной — Евгений Максимович Сезонов, главный карантинный врач
- 2018 — Операция «Сатана» — Александр Сергеевич Коковкин, лейтенант КГБ
- 2018 — Кислота — отчим Карины
- 2018 — Сто дней свободы — Александр Александрович Синичкин
- 2018 — Ненастье — Александр Флёров («Флёр»)
- 2018 — Лучше, чем люди — Вадим, врач «Скорой помощи»
- 2019 — Завод — «Рябой»
- 2019 — Фантом — Борис Пичугин
- 2019 — Пиковая дама: Зазеркалье — следователь
- 2019 — Трезвый водитель — Николай Вячеславович, клубный тусовщик, клиент «трезвого водителя»
- 2019 — Формула мести — Александр Сергеевич Коковкин, лейтенант КГБ
- 2019 — Бывшие 2 — Антон, пациент
- 2020 — Одесский пароход — Жора, музыкант
- 2020 — Калашников — майор Лебедев
- 2020 — Зима — отец Михаил
- 2020 — Колл-центр — Сергей, сутенёр Джеммы
- 2020 — Проект «Анна Николаевна» (1-я серия) — Дроздов
- 2020 — Зулейха открывает глаза — Иконников, художник
- 2020 — Безопасные связи — Дмитрий, покойный муж Анны
- 2020 — Драйв — киллер
- 2020 — Водоворот — конвоир
- 2020 — Настоящее будущее — Мельников, демонстрант
- 2020 — Хороший человек — Александр Зайцев, губернатор
- 2020 — Ольга 4 — Иван Михайлович, бригадир
- 2020 — Псих — Степан, папа Оксаны и Тани
- 2020 — Волк — Николай Фёдорович, бандит
- 2021 — Теория вероятности — следователь
- 2021 — Преступление 2 — Ерёмин («Ерёма»), бизнесмен
- 2021 — Золото Лагина — Александр Александрович Гупало, весовщик, бывший милиционер
- 2021 — Хрустальный — Семён Борисенко («Барс»), криминальный бизнесмен
- 2021 — Сержант — Николай Александрович Самойлов, подполковник ФСБ, следователь
- 2021 — Фетровый роман — Семён, командир партизан
- 2021 — Мир! Дружба! Жвачка! (2 сезон) — Трофим Палыч
- 2021 — Душегубы — Максим Витальевич Чебукин, ветеран-афганец
- 2021 — Содержанки 3 — Юрий Шухнин, юрист Чистякова
- 2021 — Папа закодировался — Михаил
- 2021 — Под прикрытием — Дмитрий Миркин
- 2021 — Подарок — таксист
- 2021 — Алиби — Леонид Викторович Рудов, политик и бизнесмен
- 2021 — Собор — Афоня
- 2021 — Западня — Александр Сергеевич Коковкин, сотрудник КГБ
- 2022—наст. время — Сергий против нечисти — Виктор Павлович Кракин
- 2022 — Убить босса — Толик
- 2022 — Начальник разведки — Александр Орлов
- 2022 — Заключение — Алексей Николаевич Пахомов, следователь
- 2022 — Мажор 4 — Багрицкий
- 2022 — Закрыть гештальт — Филипп Коршунов
- 2022 — У самого белого моря — Андрей
- 2022 — Художник — «Лёха Губа», авторитетный уголовник, подручный Ливера
- 2022 — Русалки — Степан Тихонов
- 2022 — Красная Шапочка — Волк
- 2022 — Сердце Пармы — ушкуйник Ухват
- 2022 — Кунгур — Григорий Полищук
- 2022 — С нуля — Павел, отец Лены, любовник Наташи
- 2023 — Содержанки 4 — Юрий Шухнин, юрист Ольховского
- 2023 — Моя мама — шпион — рыжий
- 2023 — Мир! Дружба! Жвачка! (3 сезон) — Трофим Палыч
- 2023 — Неприличные деньги — Валера, продавец компьютеров
- 2023 — За нас с вами — Василий Иванчук
- 2023 — Бэби-тур — Вова, муж Гели
- 2023 — Диагноз «Везучая» — Костя Дикий
- 2023 — Повелитель ветра — отец Фёдора
- 2023 — Против всех 2 — президент
- 2023 — Родные люди (новеллы «Астрахань» и «Москва») — Владимир, отец Кирилла
- 2023 — Банда «Зиг Заг» — Виталий Максимович Кошарный, уголовник, специалист по подделке ценных бумаг
- 2023 — Ниша — джинсовый водитель
- 2023 — Уголь — Слава
- 2023 — Кеша должен умереть — Дмитрий Иванович
- 2024 — Выжившие 2 — «Ряба»
- 2024 — Гид и большие соблазны — Жорик
- 2024 — Мосгаз. Метроном — Александр Сергеевич Коковкин, лейтенант КГБ
- 2024 — Варшава'21 — Сергей Ненашев, агент спецслужб России
- 2024 — Лгунья — отец Льва
- 2024 — Противостояние — Алексей Иванович Жуков, майор уголовного розыска
- 2024 — Василиса и хранители времени — Хеймдаль
- 2024 — Лихие — Виктор Кисловский («Кислый»), первый положенец ОПГ «Общак» по Хабаровску (прототип Виктор Киселёв, «Кисель»)
- 2024 — Федя. Народный футболист — отец заменённого игрока
- 2024 — Первый номер — Алексей Пекарев, продюсер Инны Дроздовой
- 2025 — Злой город — купец Трясила
- 2025 — Красный шёлк — Свиблов, фотограф-архитектор, пассажир поезда
- 2025 — Чистый лист — отец Риты
- 2025 — Челюскин. Первые — Владимир Воронин, капитан парохода «Челюскин»
- 2025 — Мужчина и женщина — сантехник
- 2025 — Мосгаз. Розыгрыш — Александр Сергеевич Коковкин, лейтенант КГБ